# Eupithecia lingulata
Eupithecia lingulata là một loài bướm đêm trong họ Geometridae.